# Kaori Inbe
Kaori Inbe (* 1980 Tokio), také známá jako Kaori Kaori, je japonská fotografka a spisovatelka.

## Životopis
Narodila se v roce 1980 v Tokiu. Po absolvování střední školy, pracovala v produkční střihové společnosti, ale asi po osmi měsících toho nechala a začala fotografovat. Zhruba od roku 2000 fotografuje portréty a poslouchá životy obyčejných žen. Od roku 2006 pracovala na volné noze po brigádě a ve videoprodukční společnosti. Jako spisovatelka píše pro Šincho 45 a další magazíny. Byla nominována na ocenění Soiči Oja Non-Fiction Award za svou zprávu o případu vraždy Tokaido Šinkansen z roku 2018 „Family Mismatched Murder“.

## Ocenění
- 2005 – Japan Advertising Photography Association/APA Public Exhibition
- 2005 – Soutěž Epson Color Imaging 2005
- 2008 – Nikon Salon Jun Miki Award[3]
- 2013 – Vracím se na Měsíc. Kandidátka na 39. fotografickou cenu Ihei Kimury[4]
- 2018 – 43. cena Nobua Iny[3]
- 2019 – Cena Japonské fotografické společnosti Photographic Society of Japan New Face Award [3]
- 2022 – Kandidátka na 53. cenu za literaturu faktu Soiči Oja za rok 2022 za „Vraždu v rodině Šinkansenů; vrah a skutečný obraz Ičiro Kodžimy“[2]

## Výstavy
- 2007 – samostatná výstava „Etická společnost (Šindžuku Nikon Salon)
- 2008 – Skupinová výstava „Etická společnost” (Osaka Nikon Salon)
- 2008 – skupinová výstava Vice photo pow (Los Angeles)
- 2008–  ARTZ 21 ~FANTASIA EROTICA JAPANSA~
- 2009 – Skupinová výstava děl oceněných cenou Jun Miki 2009 (Šindžuku/Osaka Nikon Salon bis)
- 2009 – Beau・ti・fied Ta・boo 2 (Roppongi Super Deluxe)
- 2010 – Crossing Chaos 1999–2009, skupinová výstava (Ginza/Osaka Nikon Salon)
- 2010 – Seoul Photo 2010 (Soul, Jižní Korea)
- 2010 – Higašikawa International Photo Festival (Hokkaidó)
- 2011 – Mauvais Genre, skupinová výstava (Hong Kong)
- 2011 – Hong Kong Art Fair
- 2011 – Disturbance from EAST, Haruka Yamada Group Exhibition (Muzeum současného umění Kena Hamasakiho, Osaka)
- 2012–2013 – Suburbia, Kigurumi, Hikikomori" samostatná výstava (Milán, Itálie)
- 2013 – výstava na Šibukaru Festival (Šibuya PARCO)
- 2013 – „Vždyť se vracím na Měsíc”, samostatná výstava (Šindžuku Nikon Salon, Terme Gallery, galerie M2)

## Publikace
- „Přece jen se vrátím na Měsíc“, Akaakaša, 2013
- „Nejsem ideální kočka”, Akaakaša, 2018

## Fotografické cykly
- „No More Asuka Tachikawa” (Vydalo Sanku Publishing v říjnu 2013), spoluautoři: Yošiteru Ogawa, Kaori Inbe
- „Zacházení se ženami s péčí“ (vydalo nakladatelství Aoba Publishing, srpen 2006) Spoluautoři: Kaori Inbe, Tsukasa Demachi
- „Slova jako povzdech” Ryo Iwamatsu (vydáno v září 2009 nakladatelstvím Pot) Foto Kaori Inbe* Ayako Nakamura Munemasa Takahaši Bungo Tsuchiya
- „Vražda s neshodou v rodině Šinkansen, nevybíravý zabiják, skutečný obraz Ichiro Kojimy“ (KADOKAWA, září 2021)
- „Zabil jsem ostatní, protože jsem chtěl být usmrcen“ The Logic of Inselective Murderers“ (East Press, květen 2022)
- „Nikdo nezná mou tvář“ (vydáno v květnu 2022) Foto: Kaori Inbe

## Televizní pořady
- NONFIX ( Fuji TV, 20. listopadu 2014)[5][6]